# Accident ferroviaire de la baie de Newark
L'accident ferroviaire de la baie de Newark est le déraillement d'un train de banlieue le matin du 15 septembre 1958 dans la baie de Newark (État du New Jersey). À 8h27, le train no 3314 du Central Railroad of New Jersey, malgré les signaux d'arrêt, déraille et s'engage sur le pont basculant de CRRNJ Newark Bay Bridge (en). Les deux locomotives diesel ont plongé dans la baie, entraînant avec elles deux voitures passager ; l'accident cause 48 décès et autant de blessés. Une troisième voiture, retenue par son bogie mais instable, reste suspendue pendant deux heures au-dessus du pont levant avant de tomber également dans l'eau. L'équipage de la locomotive n'ayant pas survécu, la cause de l'accident n'a jamais été déterminée et n'a pas fait l'objet de nouvelles enquêtes.

## Situation
La voie comptait trois signaux, situés l'un à trois quarts de mile, le suivant à un quart de mile et le troisième à 150 m du pont levant ; un dispositif de déraillement automatique se trouvait à 15 mètres après le troisième signal. Ces signaux et ce dispositif n'autorisaient le passage que si le pont se trouvait abaissé et verrouillé par un système électrique. À l'inverse, le pont ne devait être déverouillé et levé que si les signaux et le dispositif empêchaient le passage. Le jour du drame, le train est passé malgré les signaux et le dispositif a automatiquement initié le déraillement. Ce dérailleur (en) était conçu pour faire sortir les roues du rail afin qu'un train avançant à une faible vitesse s'arrête spontanément. Néanmoins, le train #3314 allait à une vitesse si élevée que la distance était insuffisante pour l'arrêter avant qu'il ne s'engage sur le pont.

## Enquêtes
L'Interstate Commerce Commission (ICC), le New Jersey Board of Public Utilities (en) et le Corps du génie de l'armée des États-Unis ont mené séparément leurs enquêtes sur le naufrage et toutes ont conclu qu'une cause principale de l'accident était l'absence d'un système de veille automatique. Par la suite, le New Jersey Board of Public Utilities impose aux sociétés de chemins de fer d'installer cet équipement dans toutes les locomotives de train de passagers du New Jersey. Certaines motrices étaient déjà équipées, mais pas celles du train #3314. La société des chemins de fer a estimé que cet appareil n'était pas indispensable car les locomotives comportaient toujours deux personnes ; ainsi, dans le cas où le conducteur de train subirait un malaise, le chauffeur pouvait prend le relais.
D'après les autopsies, le conducteur, Lloyd Wilburn, âgé de 63 ans, montrait des signes de Hypertensive heart disease (en) mais il est décédé d'asphyxie consécutive à la noyade. Néanmoins, rien n'a permis d'expliquer pourquoi le chauffeur Peter Andrew, âgé de 42 ans, n'a pas stoppé le train. Après avoir récupéré les épaves, les enquêteurs n'ont décelé aucune défaillance dans le système de freinage de la locomotive et des voitures. Les signaux et le dérailleur avaient fonctionné normalement. Faute de preuves supplémentaires, l'hypothèse veut que le conducteur se soit trouvé dans l'impossibilité d'agir et que le chauffeur n'a pas réussi à mener les opérations nécessaires pour arrêter le train. La présence d'un dispositif de veille automatique aurait pu éviter la catastrophe et le New Jersey Board of Public Utilities en a rendu la présence obligatoire à bord de toutes les locomotives.

## Conséquences
Au moins 48 personnes sont décédées dans l'accident, y compris Snuffy Stirnweiss (en) joueur de deuxième base des New York Yankees et James Carmalt Adams, le beau-frère de Kurt Vonnegut,,. La société de chemin de fer a fait face à plusieurs plaintes, qui se sont toutes conclues hors des tribunaux.